# Стандарт де-факто
Стандарт де-факто або «неофіціальний стандарт» — це традиція або конвенція про стандарт, який почав широко використовуватись і прийматися як стандарт завдяки суспільному визнанню або ринковим силам (наприклад, шляхом раннього виходу на ринок). De facto це латинська фраза (буквально «фактично»), що означає «на практиці, але не обов’язково визначено законом» або «реальний стан справ, але не встановлено офіційно».
Термін стандарт де-факто використовується на відміну від стандартів, які визначені організаціями або встановлені законом (також відомих як стандарти де-юре) або для вираження широковживаного стандарта, коли існує більше одного стандарту, котрий доступний для подібного використання.
У суспільствознавстві широковживаний стандарт, це також стандартом де-факто, який є типовим рішенням проблеми координації.
Вибір стандарту де-факто має тенденцію бути стабільним у ситуаціях, коли всі сторони можуть досягти взаємної вигоди, але лише шляхом прийняття взаємоузгоджених рішень. І, навпаки, стандарт де-юре, що дотримується, є вирішенням проблеми дилеми вʼязня.

## Приклади

### Приклади деяких відомихстандартів де-факто
- Сторона розташування сидіння водія в певній країні часто починається як перевага користувача/галузі, переходячи до місцевої традиції, а потім до правил дорожнього руху.
- Розкладка QWERTY була однією із кількох варіантів розташування літер англійського алфавіту на клавішах друкарської машинки (а пізніше клавіатури).
- HTML, мова розмітки для створення макетів веб-сторінки.[3]

### Приклади форматів файлів
- PDF був вперше створений у 1993 році компанією Adobe. Внутрішні стандарти Adobe були частиною її систем якості програмного забезпечення, але вони не були ані опубліковані, ані координовані органом зі стандартів. Завдяки безкоштовному доступу до програми Acrobat Reader та постійній підтримці формату PDF, врешті-решт став стандартом де-факто для документів для друку. У 2005 році PDF/A став стандартом де-юре як ISO 19005-1:2005.[4] У 2008 році PDF 1.7 Adobe став ISO 32000-1:2008.[5][6]

- AutoCAD DXF — це формат ASCII для імпорту та експорту креслень і фрагментів САПР у 1980-х і 1990-х роках. У 2000-х роках стандарти на основі XML стали стандартами де-факто.
- Аудіоформат MP3 появився як альтернатива WAV для розповсюдження музики в Інтернеті, а згодом замінив його. Зараз він підтримується переважною більшістю музичних програвачів, портативних медіаплеєрів, медіасерверів та некомерційних носіїв.[7]
- Microsoft Word DOC, через домінування на ринку Word, його підтримують усі офісні програми, які мають намір конкурувати з ним.[8][9][10] Як правило, це досягається завдяки зворотної розробки недокументованого формату файлу. Корпорація Майкрософт неодноразово змінювала специфікацію файла між різними версіями Word для власних потреб, продовжуючи використовувати той самий ідентифікатор розширення файлу.[11]
- Формати файлів FITS і CSV, які зазвичай використовуються в науці та техніці відповідно. FITS традиційно використовуються в астрономії.[12]
- Формат tar традиційно використовується в Unix системах та програмах для роботи з архівами.[13][14]

### Різні роз'єми та стандарти з'єднання
- TRS-розʼєм також відомий як «штекер» або «джек» (3.5 мм), роз’єми RCA та XLR, що використовуються в аудіоіндустрії для підключення аудіообладнання, такого як навушники, мікшерні пульти, мікрофони, сценічне освітлення тощо.
- MIDI-зʼєднання (за допомогою DIN-/TRS-розʼєму), електричний і протокольний стандарт для підключення музичних інструментів, синтезаторів, драм-машин, секвенсорів та деякого аудіообладнання.
- DMX512 (зазвичай просто DMX) з роз’ємом XLR для керування, а іноді й живлення освітлення сцени та майданчика, ефектів, димових машин, лазерних проекторів та піротехніки.
- Електричний та механічний інтерфейс PCI Express, а також протокол з’єднання, що використовуються в комп’ютерах, серверах та промислових додатках.
- GPIB – це протокол шини багатьох пристроїв, має механічний та електронний інтерфейс, який зазвичай зустрічається в електронному випробувальному обладнанні, наприклад цифрових мультиметрах, осцилографах тощо. Спочатку створений компанією Hewlett-Packard як HP-IP. Зазвичай використовується разом з протоколом SCPI .
- HDMI, Display Port, VGA для відео та RS-232 для послідовного зв'язку.
- USB для високошвидкісного послідовного інтерфейсу в комп’ютерах, а також для живлення або заряджання зовнішніх пристроїв з низьким енергоспоживанням (наприклад, ноутбуків, мобільних телефонів, навушників, портативних жорстких дисків тощо), як правило, за допомогою Micro USB або USB-C роз’ємів.
- BNC-розʼєм для середньочастотного сигналу в тестуванні електронної техніки (переважно використовується для генераторів сигналів, осцилографів, мультиметрів тощо), а іноді для передачі відеосигналу між пристроями в студіях та в інших професійних умовах.
- 19-дюймові стандарти стійки для телекомунікаційного, серверного, накопичувального, аудіо, музичного, відео та силового обладнання.